# Les Maîtres de l'affiche

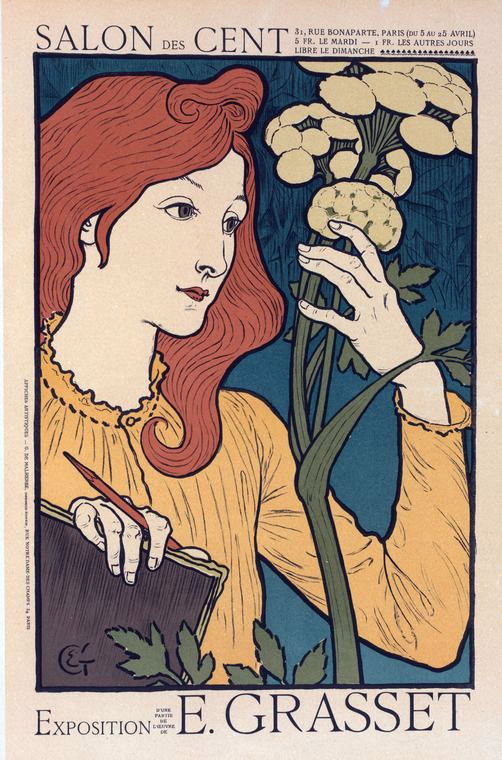
Cartel de Eugène Grasset.

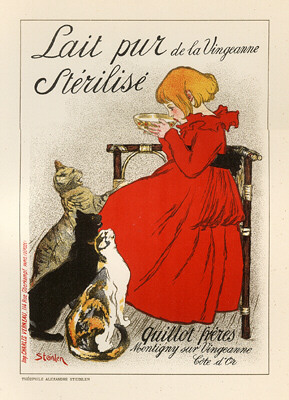
Cartel de Théophile Alexandre Steinlen.

Les Maîtres de l'affiche (los maestros del cartel) fue una publicación mensual francesa, editada desde diciembre de 1895 hasta noviembre de 1900.
Su título completo era Les Maîtres de l'affiche : publication mensuelle contenant la reproduction des plus belles affiches illustrées des grands artistes, français et étrangers, éditée par L'Imprimerie Chaix, Paris (los maestros del cartel: publicación mensual que contiene la reproducción de los más hermosos carteles ilustrados de los grandes artistas, franceses y extranjeros, editada por la Imprenta Chaix, París). La idea fue de Jules Chéret, que era el director artístico de la Imprenta Chaix, 20 rue Bergère, París, y cada número incluía cuatro litografías en color. 

## Algunos de los artistas representados
| - Louis Anquetin - Pierre Bonnard - Caran d'Ache - Jules Chéret - Maurice Denis - Henri Evenepoel - Jean-Louis Forain - Eugène Grasset - Albert Guillaume | - Adolfo Hohenstein - Vojtěch Hynais - Maximilien Luce - Lucien Métivet - Alfons Mucha - William Nicholson - Manuel Orazi - James Pryde - Puvis de Chavannes | - Henri Privat-Livemont - Alexandre de Riquer - Carlos Schwabe - Théophile Alexandre Steinlen - Henri de Toulouse-Lautrec - Félix Vallotton - Johann Georg van Caspel - Adolphe Willette |